# Arie Smit (voetballer)
Arie Smit (Heerde, 17 augustus 1974) is een Nederlands voormalig voetballer. Hij stond onder contract bij FC Zwolle.

## Statistieken
| Seizoen | Club      | Land      | Competitie     | Wed. | Goals |
| ------- | --------- | --------- | -------------- | ---- | ----- |
| 1994/95 | FC Zwolle | Nederland | Eerste divisie | 22   | 1     |
| 1995/96 | FC Zwolle | Nederland | Eerste divisie | 32   | 5     |
| Totaal  | Totaal    | Totaal    | Totaal         | 54   | 6     |